# Iharbari Jyutahi
Iharbari Jyutahi – gaun wikas samiti w środkowej części Nepalu  w strefie Narajani w dystrykcie Rautahat. Według nepalskiego spisu powszechnego z 2001 roku liczył on 890 gospodarstw domowych i 5441 mieszkańców (2593 kobiet i 2848 mężczyzn).